# Dhuwankheri
Dhuwankheri fou un estat tributari protegit, del tipus jagir i feudatari de Narsingarh, a l'Índia central. Estava governat per la dinastia Parmar. El maharajà Moti Singh va morir el 1932 i el va succeir el seu fill segon Sajjan Singh que fou el darrer jagirdar.